# Cozze (Mola di Bari)
Cozze è una frazione del comune di Mola di Bari situata lungo il litorale adriatico 5 km a sud-est dal capoluogo comunale e 25 km da Bari.

## Geografia fisica
Con l'eccezione di Cala delle Alghe e Calarena, site in corrispondenza delle foci di due lame (nel caso di Cala delle Alghe, si tratta della Gravina di Monsignore), la costa di Cozze è caratterizzata da una scogliera bassa, che in alcuni tratti porta i segni della cavatura di tufi operata nei secoli passati. Il fondale marino è per lo più sabbioso.

## Storia
Nato in origine come semplice Borgo di pescatori, nell'epoca successiva agli anni sessanta la Frazione di Cozze vide un intenso processo edificatorio dedito alla realizzazione di grandi Ville arricchite da giardini e viali alberati.
In quegli anni era per lo più il punto di riferimento per alcune famiglie benestanti di Conversano che attratte dalle caratteristiche del luogo ne fecero il loro punto di riferimento per villeggiare durante le stagioni estive.
Nonostante sia frequentato prettamente nel periodo estivo, ospita alcune Chiese e gode di una forte identità;
I suoi viali sono caratterizzati dalla presenza di numerosi pini secolari e ospitano alcune Ville storiche e uniche nel loro genere.
Le stesse strade riportano denominazioni che ricordano l'ambiente marino e le essenze arboree del posto.
Per secoli Cozze ha rappresentato il naturale approdo sul mare dell'abitato di Conversano, che sorge in posizione collinare a pochi chilometri di distanza. In alcune carte corografiche dell'Ottocento, il toponimo Cozze (o anche Cozza) si alterna a quello di Spiaggia di Conversano.
Attualmente Cozze è suddivisa in due in quanto una parte del territorio ricade nel Comune di Polignano; ne sono esempio la ex Stazione e l'ultimo tratto del Lungomare Zara che porta verso il Parco Costiero di Ripagnola.
Secondo la tradizione, nel 487 sulla spiaggia di Cozze approdò il primo vescovo conversanese, Simplicio, con l'icona della Madonna della Fonte ancora oggi venerata nella cattedrale di Conversano.
Nel 1948 il regista Duilio Coletti girò a Cozze (sede di un campo per profughi ebrei) molte scene del film Il grido della terra con Marina Berti, Cesare Polacco e Arnoldo Foà.

## Geografia antropica
L'urbanizzazione di Cozze risale in massima parte alla seconda metà del XX secolo. Le abitazioni sono costituite per lo più da ville e si addensano principalmente tra la linea di costa e il tracciato dismesso della strada statale 16 Adriatica. Altre costruzioni sono poste a monte della strada.

## Infrastrutture e trasporti
Con la realizzazione della variante nel tratto Mola di Bari-Cozze, la frazione non è più attraversata dalla strada statale 16 Adriatica, che corre ora su un tracciato distante poche decine di metri da quello originale, diventato di pertinenza del comune di Mola di Bari. Lungo tale strada è stata realizzata una pista ciclabile. La frazione è inoltre raggiunta dalla strada provinciale 50 che la connette a Conversano. 
La stazione ferroviaria di Cozze, in realtà nel territorio comunale di Polignano a Mare, non è invece più aperta al servizio passeggeri, assolvendo solo funzioni tecniche quale posto di blocco intermedio lungo la linea adriatica Bari-Lecce.